# Казарин, Юрий Иванович
Юрий Иванович Казарин (род. 12 февраля 1937 года, Рязань) — советский и российский журналист; в 1998—2000 годах — главный редактор газеты «Вечерняя Москва».

## Краткая биография
Родился 12 февраля 1937 года в Рязани.
В 1960 году окончил Московский энергетический институт; работал на строительстве электростанций в Сибири, на заводах в Рязани.
Свою первую заметку в газету написал в 1956 году. С 1968 года стал заниматься профессиональной журналистикой: 18 лет трудился в газете «Приокская правда» (г. Рязань) в должностях от стажёра до заведующего отделами партийной жизни и промышленности. С 1986 — в редакции «Вечерней Москвы»: с 1989 года — заведующий отделом внутренней политики, с 1990 г. — заместитель, в 1993—1998 гг. — первый заместитель главного редактора, в 1998—2000 годах — главный редактор. В 1998—2000 являлся шеф-редактором приложения «Наш век» к газете «Век», в 2000—2005 работал в пресс-центре Центрального музея Великой Отечественной войны. В настоящее время сотрудничает с газетой «Поклонная гора», издаваемой музеем.

## Публикации
- Рязанский станкостроительный. Очерк истории. Рязань, 2000.